# Tomates silvestres

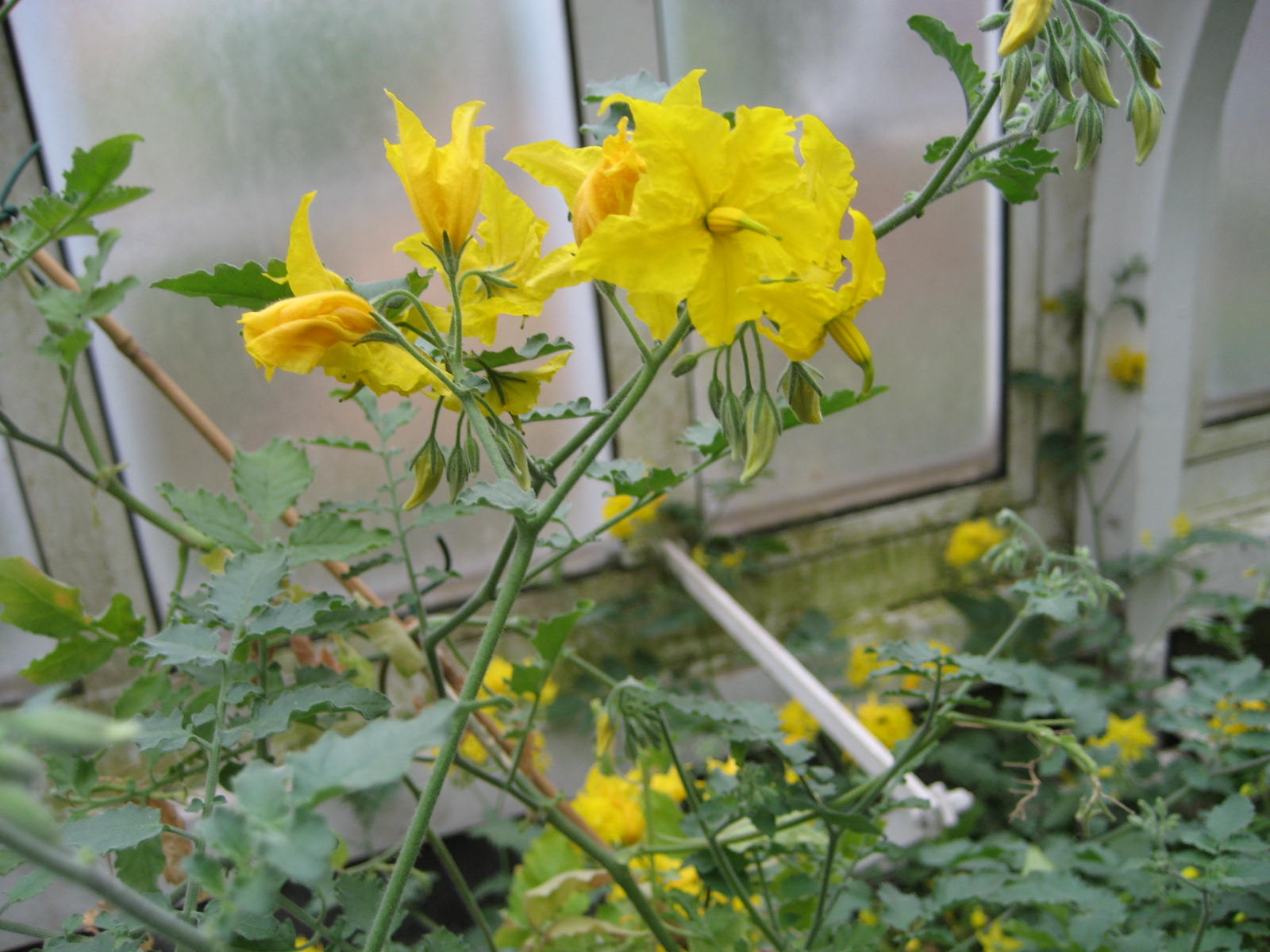
Solanum chilense, conocido como tomatillo, es un tomate silvestre endémico de Chile.

Se denominan tomates silvestres a todas las especies espontáneas relacionadas taxonómica y genéticamente con el tomate, las cuales se agrupan en la secciones Lycopersicon, Juglandifolia y Lycopersicoides del género Solanum.  La sección Lycopersicon agrupa 13 especies, y en ella se ubica el tomate cultivado, Solanum lycopersicum. Las secciones Juglandifolia y Lycopersicoides incluyen solamente dos especies cada una. Todas estas especies son exclusivamente sudamericanas y constituyen un recurso genético extremadamente importante para el mejoramiento genético del tomate, ya que poseen una gran cantidad de genes para resistir factores bióticos (plagas y enfermedades) y abióticos (estrés hídrico y salino, por ejemplo) adversos, como así también caracteres de calidad para el fruto.

## Distribución y hábitats
Se distribuyen enteramente por América, vegetando en los Andes sudamericanos desde el centro de Ecuador a través de Perú y hasta el norte de Chile y en las Islas Galápagos, donde crecen las especies endémicas Solanum cheesmaniae y Solanum galapagaense. Solanum lycopersicum, el ancestro silvestre inmediato del tomate cultivado, se halla distribuido más ampliamente que las restantes especies de tomates silvestres, ya que habita México, Colombia, Bolivia y otros países sudamericanos. Esta amplia distribución, cuando comparada con respecto a las otras especies relacionadas, debe haberse llevado a cabo por el ser humano en tiempos históricos. Los tomates silvestres habitan en una gran cantidad de hábitats, desde el nivel del mar hasta alturas de más de 3000 m s. n. m., desde las áridas costas del Pacífico hasta las tierras altas húmedas de Los Andes. Numerosos valles, formados por ríos que llevan sus aguas al Pacífico, caracterizan las laderas occidentales de Los Andes. Las poblaciones de tomates silvestres crecen a diferentes altitudes en esos valles estrechos, se hallan aisladas geográficamente entre sí y están adaptadas a condiciones de suelo y microclimas muy particulares. Esta diversidad de hábitats ha contribuido a la gran variabilidad que se puede encontrar entre los tomates silvestres.

## Descripción

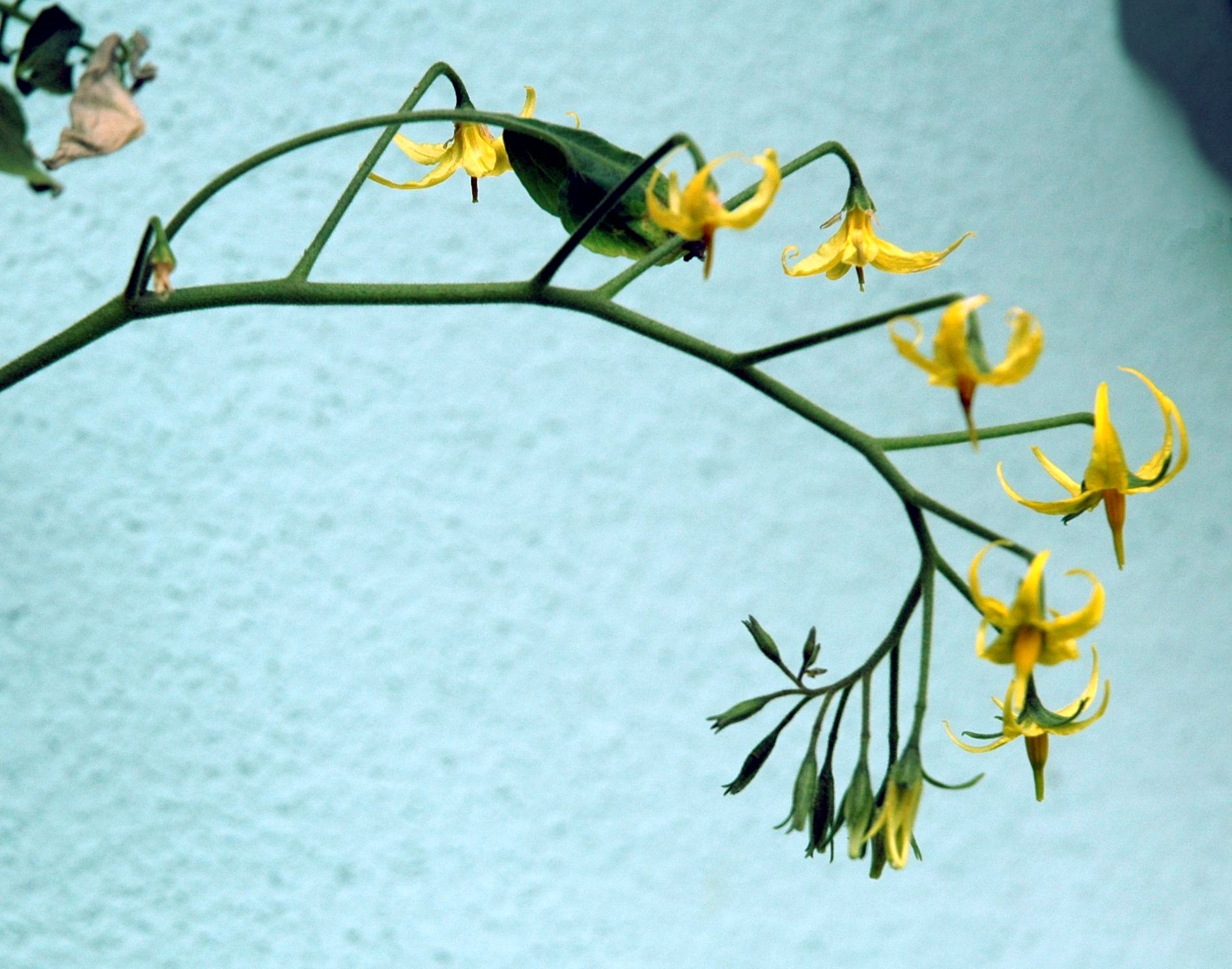
Inflorescencia de Solanum pimpinellifolium, un pariente silvestre del tomate.

Los tomates silvestres son plantas herbáceas, a pesar de que pueden presentar crecimiento secundario. En sus hábitats naturales se comportan como anuales debido a que las heladas o la sequía las mata tras completar su primera estación de crecimiento. En todas las especies el tallo es inicialmente erecto, pero luego, debido al peso de las ramas, las plantas se postran y hasta enraízan en los nudos que tocan el suelo. Solanum lycopersicum, S. habrochaites, S. chilense, y algunas razas de S. peruvianum son robustas y pueden mantener el hábito de crecimiento erecto durante más tiempo hasta que alcanzan los 80-100 cm de altura. Todas las especies producen ramificaciones muy largas, las que en algunos casos -como en S. pimpinellifolium y S. lycopersicum pueden crecer hasta los 4 m de longitud. La pubescencia, una variable que caracteriza a todas estas especies, es particularmente abundante en S. habrochaites y S. pennellii. Otras variables, tales como la forma y el tamaño de las hojas, de la flor y el color del fruto, son muy diferentes entre las distintas especies de tomates silvestres.
Las hojas son imparipinadas, con 2 a 6 folíolos opuestos o sub-opuestos, sésiles o peciolados. Existe una gran variación inter e intraespecífica para el tipo de hoja: las hay pinnadas o bipinnadas, con folíolos primarios, secundarios o terciaros. La inflorescencia típica en estas especies es una cima con diferentes tipos de ramificaciones. Las flores son amarillas y, como en las restantes solanáceas, con los sépalos soldados entre sí en su base y los pétalos unidos en toda su longitud. Asimismo, el tamaño y la forma de las flores varía entre las diferentes especies, desde grandes flores con forma de estrella hasta flores rotadas con estigmas muy excertos.

## Diversidad, genética y evolución del modo de reproducción
Las especies silvestres de tomate se diferencian entre sí por su modo de reproducción. Así, hay especies autoincompatibles (AI), es decir que pese a ser hermafroditas no producen semillas cuando son polinizadas con su propio polen y, por lo tanto, son alógamas. Por otro lado, hay especies que usualmente se autopolinizan y autofecundan, se dice que son autocompatibles (AC) y, por ende, autógamas. Entre ambos extremos, finalmente, hay especies que presentan poblaciones AI y AC, y otras que son usualmente AI, pero pueden dar una proporción de semillas por autofecundación (se las llama alógamas facultativas).
El grado en que los estigmas se elongan por arriba de los estambres (variable que se denomina "excerción de los estigmas") es un determinante central en la posibilidad de polinización cruzada y, por ende, de la alogamia en estas especies. Las especies relacionadas con el tomate que son AI obligadas o facultativas presentan flores con los estigmas muy excertos. En contraste, otras especies tales como el tomate cultivado, presentan los estigmas insertos lo que promueve la autopolinización. Se ha observado que una región del genoma del tomate (un "QTL", acrónimo inglés para designar un locus que determina o gobierna un carácter cuantitativo) denominada se2.1 es responsable de una gran proporción de la variabilidad fenotípica observada para este carácter y que las mutaciones en este locus están involucradas en la evolución desde la alogamia hacia la autogamia en estas especies. La localización de este QTL en el genoma del tomate ha permitido concluir que se2.1 es un locus complejo que comprende por lo menos 5 genes estrechamente ligados, uno que controla la longitud del estilo, 3 que controlan el tamaño de los estambres y el último que gobierna la dehiscencia de las anteras. Este grupo de genes representaría los vestigios de un complejo ancestral de genes co-adaptados que controlan el tipo de apareamiento en estas especies de Solanum.
En 2007 se ha avanzado un paso más en la comprensión de este grupo de genes, ya que se ha determinado la secuencia de bases del locus Style2.1, el gen responsable de la longitud del estilo. Este gen codifica un factor de transcripción putativo que regula el alargamiento celular de los estilos en desarrollo. La transición desde la AI a la AC estuvo acompañada, más que por un cambio en la proteína STYLE2.1, por una mutación en el promotor del gen style2.1 que dio como resultado la disminución en la expresión de ese gen durante el desarrollo floral y, por ende, el acortamiento consecuente de la longitud de los estilos.

## Listado de especies, sus sinónimos y algunas de sus características
Los tomates silvestres se agrupaban hasta hace poco tiempo en el género Lycopersicum. Actualmente, ya incluidas en el género Solanum, se siguen descubriendo y clasificando nuevas especies de tomates, como por ejemplo Solanum arcanum y S. huaylasense en el 2005.
Aparte de presentar una gran variabilidad en su morfología y fisiología, estas especies pueden distinguirse entre sí por la coloración de sus frutos y por su modo de reproducción. La tabla que se provee a continuación lista todas las especies de tomates silvestres (incluyendo al ancestro silvestre del tomate cultivado, Solanum lycopersicum), sus sinónimos, el color de sus frutos y su modo de reproducción.
| Especie                                                                                           | Sinónimo                          | Color del fruto                                  | Modo de reproducción               |
| ------------------------------------------------------------------------------------------------- | --------------------------------- | ------------------------------------------------ | ---------------------------------- |
| Solanum lycopersicoides Dunal                                                                     | Lycopersicon lycopersicoides      | Verde amarillento, negro a la madurez.           | AI, alógama                        |
| Solanum juglandifolium Dunal                                                                      | Lycopersicon juglandifolium       | Verde a verde amarillento.                       | AI, alógama                        |
| Solanum sitiens I.M.Johnst.                                                                       | Lycopersicon sitiens              | Amarillo verdoso, negro a la madurez.            | AI, alógama                        |
| Solanum ochranthum Dunal                                                                          | Lycopersicon ochranthum           | Verde a verde amarillento.                       | AI, alógama                        |
| Solanum pennellii Correll                                                                         | Lycopersicon pennellii            | Verde.                                           | Usualmente AI, hay poblaciones AC. |
| Solanum habrochaites S.Knapp & D.M. Spooner                                                       | Lycopersicon hirsutum             | Verde con estrías más oscuras.                   | AI, alógama                        |
| Solanum chilense (Dunal) Reiche                                                                   | Lycopersicon chilense             | Verde a verde blanquecino con estrías púrpuras.  | AI, alógama                        |
| Solanum huaylasense Peralta & S.Knapp                                                             | parte de Lycopersicon peruvianum  | Verde con estrías púrpuras.                      | AI, alógama                        |
| Solanum peruvianum L.                                                                             | Lycopersicon peruvianum           | Verde a verde blanquecino con reflejos púrpuras. | AI, alógama                        |
| Solanum corneliomuelleri J.F.Macbr.                                                               | parte de Lycopersicon peruvianum  | Verde con estrías verde oscuras o púrpuras.      | AI, alógama                        |
| Solanum arcanum Peralta                                                                           | parte de Lycopersicon peruvianum  | Verde con estrías verde oscuras.                 | AI, alógama                        |
| Solanum chmielewskii (C.M.Rick, Kesicki, Fobes & M.Holle) D.M. Spooner, G.J.Anderson & R.K.Jansen | Lycopersicon chmeilewskii         | Verde estrías verde oscuras o púrpuras.          | AC, alógama facultativa.           |
| Solanum chmielewskii (C.M.Rick, Kesicki, Fobes & M.Holle) D.M.Spooner, G.J.Anderson & R.K.Jansen  | Lycopersicon chmeilewskii         | Verde con estrías verde oscuras o púrpuras.      | AC, alógama facultativa.           |
| Solanum neorickii D.M.Spooner, G.J.Anderson & R.K.Jansen                                          | Lycopersicon parviflorum          | Verde con estrías verde oscuras o púrpuras.      | AC, altamente autógama.            |
| Solanum pimpinellifolium L.                                                                       | Lycopersicon pimpinellifolium     | Rojo.                                            | AC, autógama.                      |
| Solanum lycopersicum L.                                                                           | Lycopersicon esculentum           | Rojo.                                            | AC, autógama.                      |
| Solanum cheesmaniae (L.Riley) Fosberg                                                             | Lycopersicon cheesmaniae          | Amarillo, anaranjado.                            | AC, exclusivamente autógama.       |
| Solanum galapagense S.C.Darwin & M.I. Peralta                                                     | parte de Lycopersicon cheesmaniae | Amarillo, anaranjado.                            | AC, exclusivamente autógama.       |